# Hippodrome du parc oriental
L'hippodrome du parc oriental (Oriental Park Racetrack) situé à Marianao, une municipalité de La Havane à Cuba, était un hippodrome de courses de chevaux Pur-sang exploité pendant l'hiver par le Havana-American Jockey Club de Cuba. Fondé en 1915, Oriental Park est la seule piste de course hippique à Cuba à l'époque précédant l'arrivée au pouvoir de Fidel Castro, en 1959.

## Histoire
À son apogée, les propriétaires américains amènent leurs chevaux courir à l'hippodrome d'Oriental Park pendant l'hiver. Le futur jockey du Temple de la renommée Laverne Fator y monte en 1918, tout comme Alfred Robertson au milieu des années 1920 et Avelino Gomez, d'origine cubaine. Les hippodromes américains étant fermés, le jockey Joe Culmone, cavalier sous contrat pour Brookmeade Stable, a remporté trois courses à Oriental Park le 31 décembre 1950, égalant Bill Shoemaker pour la plupart des victoires cette année-là par un jockey américain. Shoemaker a gagné le même jour à l'hippodrome d'Agua Caliente à Tijuana, au Mexique.
Oriental Park est également célèbre pour avoir accueilli le match de boxe du 5 avril 1915 entre Jack Johnson et Jess Willard.
De nombreuses célébrités américaines en vacances ou qui se produisaient au Tropicana Club voisin ont visité l'hippodrome d'Oriental Park, tout comme des Européens, dont la star du tennis Suzanne Lenglen. L'éminent hôtelier John McEntee Bowman, propriétaire du Westchester Country Club à Rye, New York et président de Bowman-Biltmore Hotels Corp., qui comptait l'hôtel Seville-Biltmore à La Havane dans le cadre de ses propriétés hôtelières, a été président de l'Havana-American Jockey Club, tout comme Harry D. ("Curly") Brown, propriétaire d' Arlington Park à Chicago.
Dans son livre Little Man: Meyer Lansky and the Gangster Life, l'auteur Robert Lacey a écrit qu'en 1937, le gangster Meyer Lansky a pris le contrôle de l'hippodrome et du casino.
À l'hippodrome de Calder à Miami Gardens, en Floride, se trouve un mur de renommée dédié aux célèbres cavaliers cubains qui ont couru à l'Oriental Park.
Oriental Park a également accueilli des courses automobiles en 1920.

## Courses de Pur-sang
- Derby cubain
- Grand handicap national cubain